# Arieh Warshel

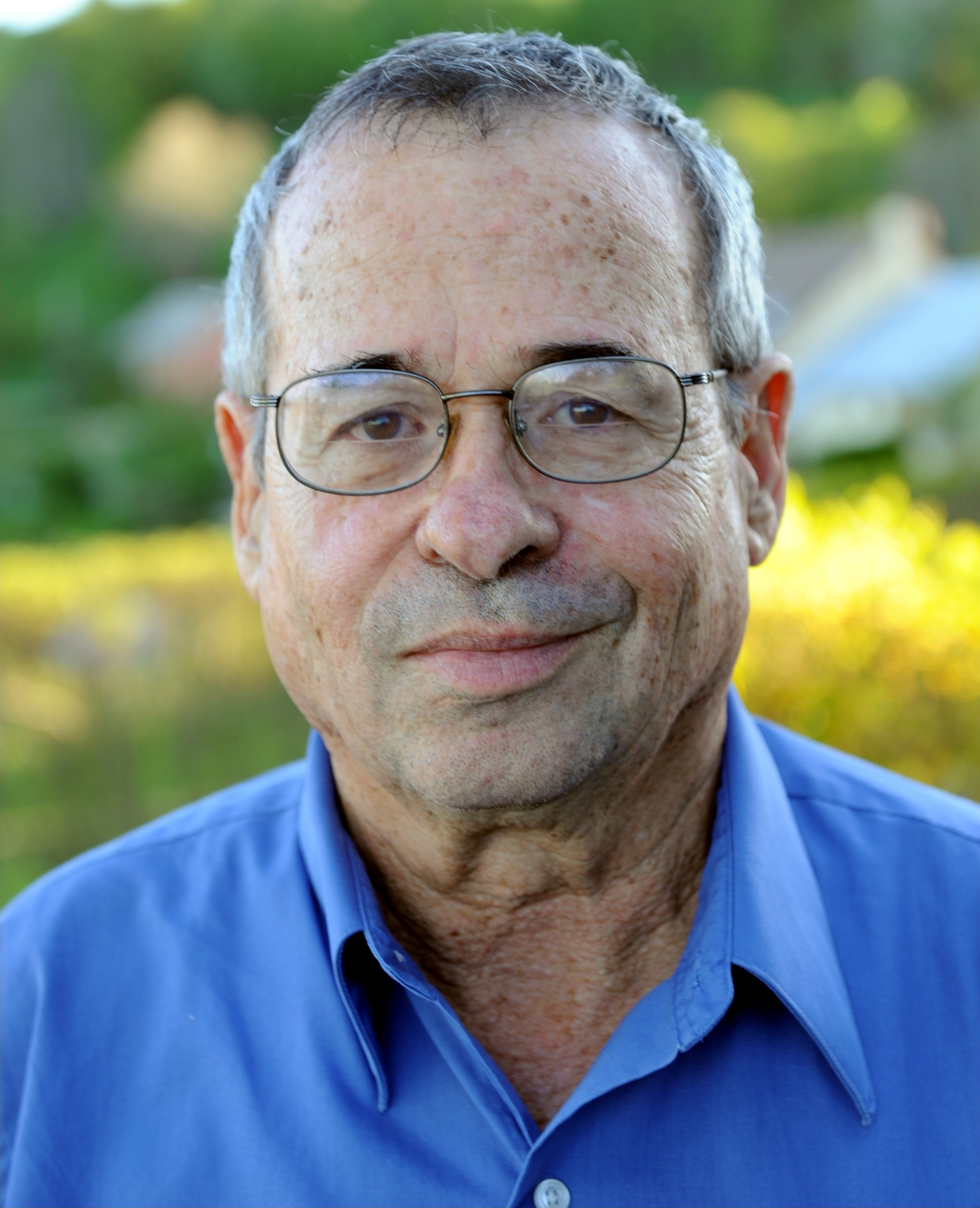
Arieh Warshel (2010)

Arieh Warshel (* 20. November 1940 in Sde Nahum, Israel) ist ein israelisch-US-amerikanischer Chemiker und Hochschullehrer. Am 9. Oktober 2013 wurde ihm gemeinsam mit Martin Karplus und Michael Levitt „für die Entwicklung von Multiskalenmodellen für komplexe chemische Systeme“ der Nobelpreis für Chemie zuerkannt.

## Ausbildung und Forschungsthemen
Warshel wurde im Kibbuz Sde-Nahum geboren und studierte nach dem Militärdienst 1958 bis 1962 (zuletzt im Rang eines Hauptmanns) ab 1962 Chemie am Technion in Haifa mit dem Bachelor-Abschluss 1966 und dem Master-Abschluss am Weizmann-Institut für Wissenschaften 1967. Er wurde 1969 bei Shneior Lifson am Weizmann-Institut in physikalischer Chemie promoviert. Als Post-Doktorand war er 1970 bis 1972 an der Harvard University. Danach war er wieder am Weizmann-Institut tätig. 1974 bis 1976 war er als EMBO-Fellow Gastwissenschaftler am Laboratory of Molecular Biology in Cambridge. 1976 wurde er Assistant Professor an der University of Southern California, 1979 Associate Professor und 1984 Professor für Chemie. 1991 wurde er Professor für Chemie und Biochemie und 2011 Distinguished Professor.
Er entwickelte mit Mitarbeitern Verfahren und Programme zur Computer-Simulation insbesondere von Protein-Funktionen und Enzymkatalyse in der Biologie. Dabei arbeitete er in den 1970er Jahren mit dem Ko-Empfänger des Nobelpreises Michael Levitt zusammen. Er entwickelte die Empirical Valence Bond Methode (EVB) zur Beschreibung chemischer Reaktionen in komplexen Umgebungen (Lösungen, Polymeren), mit der er es ihm mit Mitarbeitern auch gelang Vorgänge bei der Enzymkatalyse zu beschreiben, die sich sehr schnell (in Millisekunden) abspielen.
1978 bis 1980 war er Sloan Research Fellow. 2000 wurde er Fellow der Biophysical Society, 2008 der Royal Society of Chemistry und 2009 der National Academy of Sciences. 2003 erhielt er den Tolman Award. 2019 wurde er zum auswärtigen Mitglied der Russischen Akademie der Wissenschaften gewählt.
Er hat die israelische und US-amerikanische Staatsbürgerschaft. Er ist seit 1966 verheiratet und hat zwei Töchter.

## Schriften
- Computer Modeling of Chemical Reactions in Enzymes and Solution, Wiley 1991, 1997
- mit Jan Florián: The empirial valence bond (EVB) method, Encyclopedia of Computational Chemistry, Wiley 2004, doi:10.1002/0470845015.cu0002
- mit Shina Kamerlin The empirical valence bond model: theory and applications, Computational Molecular Science, 1, 2011, 30–45, doi:10.1002/wcms.10